# Dkar po rnam sum
| Tibetische Bezeichnung                  |
| --------------------------------------- |
| Tibetische Schrift: དཀར་པོ་རྣམ་གསུམ        |
| Wylie-Transliteration: dkar po rnam sum |
| Chinesische Bezeichnung                 |
| Vereinfacht: 白衣三祖                   |
| Pinyin:Baiyi sanzu                      |

dkar po rnam sum (tibetisch; Drei weiße Meister; engl. Three White Ones) sind unter den Fünf Sakya-Patriarchen die Personengruppe aus
- Sachen Künga Nyingpo (1092–1158)
- Sönam Tsemo (1142–1182) und
- Dragpa Gyeltshen (1147–1216).

Drei ersten der Fünf Sakya-Patriarchen wurden den tibetischen historischen Aufzeichnungen zufolge als die „Drei Patriarchen im weißen Gewand“ (dkar po rnam sum; chin. Baiyi sanzu 白衣三祖) bezeichnet, „weil sie keine Mönchsweihe empfangen hatten und nicht offiziell ins Kloster eingetreten waren. Sie waren Laienbrüder und trugen gewöhnliche Kleidung“. Die beiden letzten der Fünf Sakya-Patriarchen, d. h. der Sakya Pandita Künga Gyeltshen (1182–1251) und Drogön Chögyel Phagpa (1235–1280), wurden die „Zwei Patriarchen im roten Gewand“ (dmar po rnam gnyis; chin. Hongyi sanzu 红衣三祖) genannt, „denn sie waren offiziell einem Kloster beigetreten, hatten eine Mönchsweihe empfangen und trugen rote Kutte“.